# Bacharius
Bacharius (4. század) ókeresztény író.
Hispaniai szerzetes volt, akinek a priscillianizmushoz való kötődése miatt el kellett hagynia hazáját. Rómában telepedett le. A saját maga védelmében, hite és magatartása igazolásául írta meg 384-ben A hitről című kis könyvét. Fennmaradt egy általa írt közbenjáró irat is, amelyet egy megtévedt diakónus érdekében készített.